# Honoré Jacquinot
Honoré Jacquinot (1815–1887) was een Franse marine-arts en natuuronderzoeker (vooral dierkundige).
Jacquinot was in dienst tijdens een Franse ontdekkingsreis tussen 1837 en 1840 bedoeld om de omtrek van Antarctica in kaart te brengen met twee schepen, de Astrolabe en de Zélée. Samen met Jacques Bernard Hombron beschreef hij nieuwe soorten planten en dieren. Jacquinot was de jongere broer van de marine-officier Charles Hector Jacquinot. Hij vergezelde zijn broer en diende als arts en natuuronderzoeker op de Zélée. 
Hij publiceerde over de flora en fauna samen met Hombron en ontdekte, beschreef en tekende 15 soorten weekdieren en bovendien een aantal soorten kreeftachtigen en vissen.
- Bibliothèque nationale de France: cb134285914 (data)
- Author citation (botany): Jacquinot
- Stuttgart Database of Scientific Illustrators 1450–1950: 4091
- Gemeinsame Normdatei: 1055297294
- International Standard Name Identifier: 0000 0000 4289 6352
- Library of Congress Control Number: nb2007027381
- Base Léonore: LH//1346/32
- Nationale bibliotheek van Australië: 59712863
- Système universitaire de documentation: 108979881
- Virtual International Authority File: 16755547
- WorldCat: E39PBJdcC7YVbT6WT7dDPKTGpP